# Sikanci
Sikanci (Sikani; grčki Sikanoi) ili Sikanijci su bili jedno od triju plemena koja su živjela na Siciliji početkom feničke i grčke kolonizacije. prema Tukididu oni su bili iberskog porijekla iz Španjolske, a u središnje predjele otoka Sicilije protjerali su ih nadirući Sikuli. Po nekim autorima Sikanci su predindoeuropskog podrijetla.
Za Sikance su antički autori vjerovali da su najstariji od sva tri naroda, a taj stav dijele i moderni povjesničari. Iza njih su došli Elimljani koji su se nastanili na zapadu otoka, a najkasniji došljaci su bili Sikulci koji su došli na istok. Prvi povijesni zapisi o Sikancima datiraju iz vremena feničke, a potom grčke kolonizacije. Tukidid je pisao o tome kako Sikanci potječu iz Iberije, ali za to ne postoje nikakvi dokazi.
Kao i drugi sicilijanski narodi, i Sikanci su tijekom antike bili izloženi snažnom utjecaju grčke kulture (Magna Graecia), a zbog koga su se većim dijelom asimilirali, te potpuno nestali u doba rimske vlasti.
Od njih je ostalo nekoliko kratkih zapisa na grčkom alfabetu na temelju kojih se pokušao rekonstruirati sikanski jezik. Osim imena zapisi nisu prevedeni, te se jezik zbog nedostataka podataka smatra neklasificiranim.